# 小行星12612
小行星12612（12612 Daumier）是一颗绕太阳运转的小行星，为主小行星带小行星。该小行星于1960年9月发现。

## 轨道参数
小行星12612的轨道半长轴为367 479 355 km，2.4564128 UA，离心率为0.088。